# ساناریکا
ساناریکا (به ایتالیایی: Sanarica) یک کومونه در ایتالیا است که در استان لچه واقع شده‌است. ساناریکا ۱۲ کیلومتر مربع مساحت و ۱٬۴۸۴ نفر جمعیت دارد و ۷۸ متر بالاتر از سطح دریا واقع شده‌است.